# Szkoła Handlowa Zgromadzenia Kupców m. Warszawy

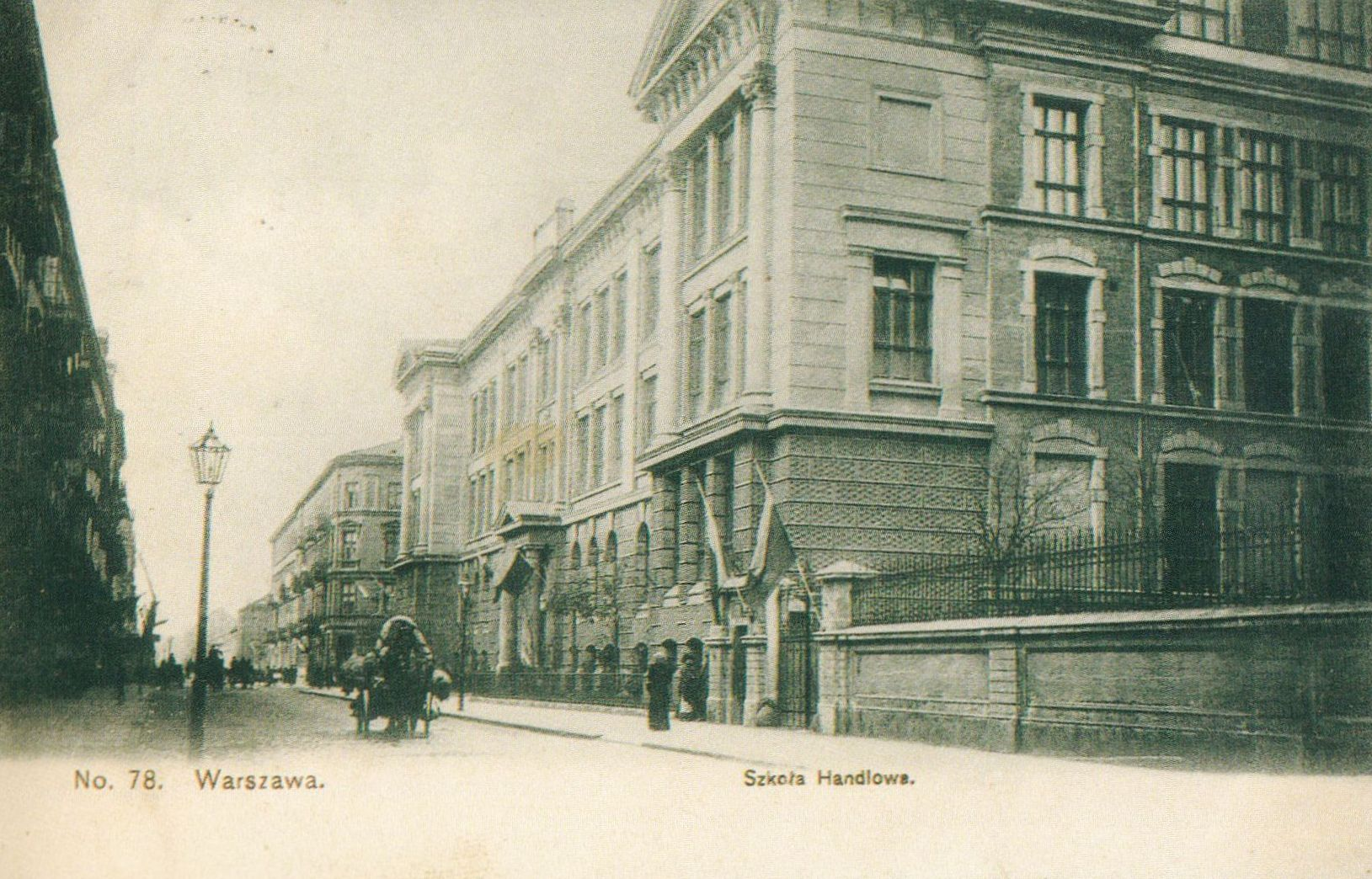
Gmach szkoły od strony ul. Prostej

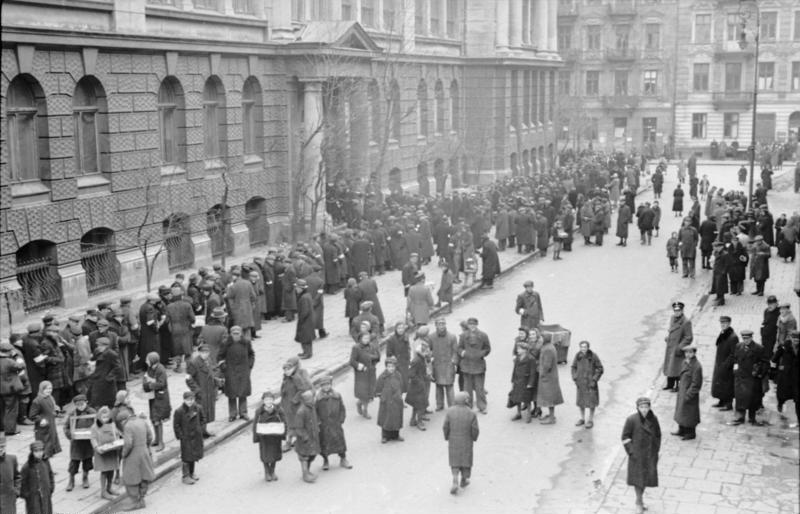
Budynek w czasie istnienia getta

Szkoła Handlowa Zgromadzenia Kupców m. Warszawy – nieistniejąca średnia szkoła zawodowa w Warszawie z siedzibą przy ul. Prostej 14/16.

## Historia
Szkoła została założona w 1900 z inicjatywy Stanisława Rotwanda. Początkowo mieściła się przy ul. Złotej 51. W latach 1905–1906 przy u zbiegu ulic: Prostej i Walicowa wzniesiono nowy gmach szkoły zaprojektowany przez Edwarda Goldberga, pod adresem ul. Prosta 14/16.
Szkoła stosowała nowoczesne metody wychowawcze i dydaktyczne, dbała także o wychowanie fizyczne. Obowiązywały tam granatowe ubrania, białe koszule, czapki-rondelki (podobne do tych, które nosił generał de Gaulle) z zielonym otokiem i znaczkiem Laska Merkuriusza. W 1927 przy szkole utworzono gimnazjum ogólnokształcące.
W okresie okupacji niemieckiej budynek szkoły znajdował się na terenie getta. Został zniszczony w czasie powstania w getcie. Po II wojnie światowej szkoła nie wznowiła działalności.
W kwietniu 1960 odbył się zjazd z okazji 60 rocznicy szkoły. Przybyło wtedy 450 osób i wskrzeszono Stowarzyszenie Byłych Wychowanków.

## Nauczyciele (m.in.)
- Emanuel Łoziński (1886–1954) – bibliotekarz, nauczyciel łaciny i logiki[8].